# أندي غريفن
أندي غريفن (بالإنجليزية: Andy Griffin)‏ (17 مارس 1979 بويغان في المملكة المتحدة - ) هو لاعب كرة قدم بريطاني في مركز الظهير. شارك مع منتخب إنجلترا تحت 18 سنة لكرة القدم ومنتخب إنجلترا تحت 21 سنة لكرة القدم. أما مع النوادي، فقد لعب مع ديربي كاونتي وستوك سيتي ونادي بورتسموث ونادي دونكاستر روفرز ونادي ريدنغ ونيوكاسل يونايتد وChester F.C. ‏.

## وصلات خارجية
- أندي غريفن على موقع قاعدة بيانات كرة القدم.إي يو (الإنجليزية)
- أندي غريفن على موقع Soccerbase.com (لاعب) (الإنجليزية)
- أندي غريفن على موقع عالم كرة القدم.نت (الإنجليزية)